# 1. A razred nogometnog Podsaveza Zagreb 1970./71.
1. A razred nogometnog Podsaveza Zagreb (1. A razred Zagrebačkog nogometnog podsaveza) je bila liga 6. stupnja nogometnog prvenstva Jugoslavije za sezonu 1970./71. 

Sudjelovalo je 10 klubova, a prvak su bile „Ponikve” iz Zagreba.

## Ljestvica
| mj. | klub                          | ut. | pob. | ner. | por. | gol+ | gol- | bod |
| --- | ----------------------------- | --- | ---- | ---- | ---- | ---- | ---- | --- |
| 1. | Ponikve Zagreb                | 15  | 12   | 2    | 1    | 68   | 11   | 26  |
| 2. | Cesta Zagreb                  | 17  | 10   | 4    | 3    | 36   | 18   | 24  |
| 3. | Jedinstvo Dugo Selo           | 17  | 8    | 4    | 5    | 41   | 33   | 20  |
| 4. | Maksimir Zagreb               | 16  | 5    | 9    | 2    | 32   | 22   | 19  |
| 5. | Špansko Zagreb                | 15  | 6    | 5    | 4    | 26   | 26   | 17  |
| 6. | Naftaplin Zagreb              | 16  | 7    | 1    | 8    | 28   | 35   | 15  |
| 7. | Zelina                        | 16  | 5    | 5    | 6    | 24   | 32   | 15  |
| 8. | Radnik Sesvete                | 16  | 3    | 5    | 8    | 34   | 34   | 11  |
| 9. | Budućnost Sesvetski Kraljevec | 16  | 4    | 1    | 11   | 23   | 48   | 9   |
| 10. | Sloboda Ivanja Reka           | 16  | 1    | 2    | 13   | 21   | 74   | 4   |
| |                               |     |      |      |      |      |      |     |
| Zbog nedostatka podataka ishodi određenog broja utakmica nažalost nisu poznati. Na kraju je napisana tablica sastavljena samo od poznatih rezultata, što znači da pooredak ne mora biti točan. |                               |     |      |      |      |      |      |     |

## Unutrašnje poveznice
- Prvenstva Zagrebačkog nogometnog podsaveza
- Zagrebački nogometni podsavez
- Zagrebačka nogometna zona 1970./71.

## Vanjske poveznice
- nk-maksimir.hr